# Stephen Bloomer
Stephen Bloomer, més conegut com a Steve Bloomer, (Cradley, Worcestershire, 20 de gener de 1874 − Derby, 16 d'abril de 1938) fou un futbolista i entrenador de futbol anglès dels anys 1890 i 1900.

## Trajectòria

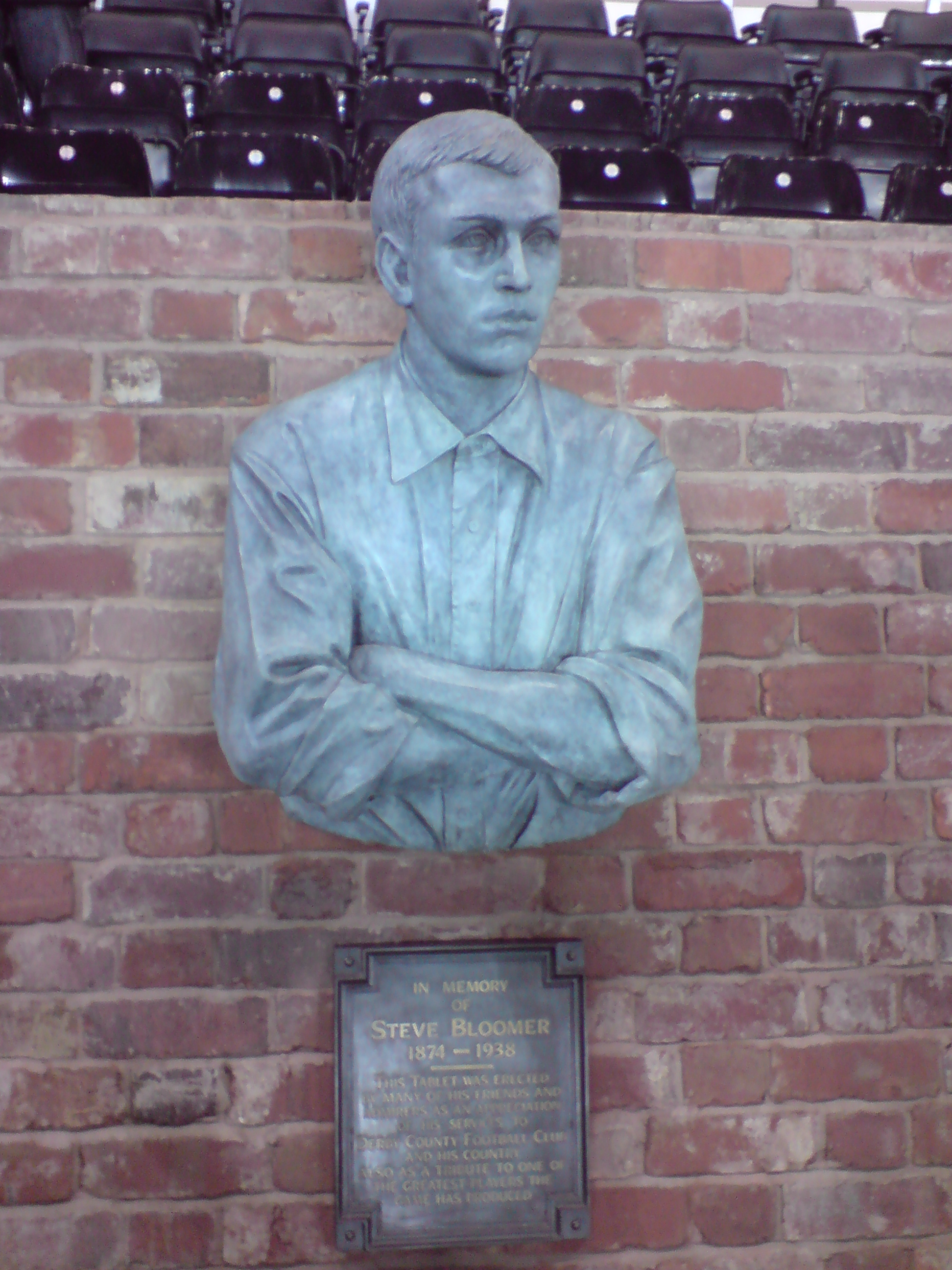
Bust de Stephen Bloomer.

Com a futbolista la major part de la seva trajectòria la visqué al Derby County, on es convertí en una llegenda, però també jugà al Middlesbrough. El 17 de gener de l'any 2009 fou alçat un bust a l'estadi Pride Park de la ciutat de Derby, en honor seu. Fou un gran golejador. A la lliga marcà en 536 partits un total de 317 gols. També marcà 28 gols en 23 partits amb la selecció anglesa.
Bloomer també jugà a beisbol al club Derby County Baseball Club essent tres cops campió britànic. També practicà el criquet de forma amateur. Un cop retirat fou entrenador.
El 1998 fou escollit per la Football League a la llista de les 100 llegendes del futbol anglès.

## Palmarès

### Jugador
Anglaterra
- Campionat Britànic de futbol
  - 1895, 1898, 1899, 1901, 1903 (compartit), 1904, 1905 (compartit), 1906

 Derby County 
- Segona Divisió
  - 1911-12
- Màxim golejador de la lliga anglesa de futbol
  - 1895-96, 1896-97, 1898-99, 1900-01, 1903-04

### Entrenador
Real Unión
- Copa del Rei de futbol: 1
  - 1924
- Campionat de Guipúscoa: 1
  - 1923-24

### Jugador de beisbol
Derby County Baseball Club
- Campionat britànic de beisbol: 3
  - 1895, 1897, 1898